# Wadźrakantaki
Wadźrakantaki (też Wadźrakantaka, dewanagari वज्रकाण्टक, trl. Vajrakāntaka) – nazwa jednego z hinduistycznych piekieł (naraka). Przybywają do niego zmarli, odbywają karę za występek przeciwko zasadom systemu kastowego. W szczególności wadźrakantaki przewidziane jest dla tych, którzy zawarli małżeństwo z osobą spoza swojej dźati.